# Жечпосполита
Полско-литовската държава или Жечпосполѝта (на полски: Rzeczpospolita Obojga Narodów; на литовски: Žečpospolita или Abiejų tautų respublika; на латински: Serenissima Res Publica), официално Държава на двата народа, е дуалистична държава, съставена от Кралство Полша и Великото литовско княжество, съществувала между 1569 и 1795 г.
Полско-литовската държава е продължение на Полско-литовския съюз – лична уния между Полша и Литва при Ягелоните, съществувала от 1386 г. Жечпосполита е сред най-големите държави в Европа и в продължение на 2 века успешно удържа нападенията на Тевтонския орден, Монголската империя, Руската империя, Османската империя и Швеция.
Жечпосполита е забележителна със своето уникално държавно устройство и относителната си религиозна търпимост, повече или по-малко изразена в един период или друг.
Нейната конституция от 3 май 1791 г. е първата писмена конституция на европейска държава и втората в света. Икономиката ѝ се основава на селското стопанство. Първото столетие от нейното съществуване се смята от полската историография за златен век, а второто се свързва с военни поражения, възвръщане на крепостничеството и нарастваща анархия в политическия живот.
Варшавското херцогство, създадено през 1807 г., търси своите корени в Жечпосполита. Други опити за възстановяване се правят по време на Януарското въстание (1863 – 1864 г.) и през 1920-те години, когато Йозеф Пилсудски издига идеята за конфедерация на Полша, Литва, Беларус и Украйна. За исторически наследник на Жечпосполита се възприема днешната Република Полша.

## История
Създаването на Жечпосполита с Люблинската уния през 1569 г. е сред най-важните постижения на Зигмунт II Август – последния крал от Ягелонската династия. Смъртта му през 1572 г. е последвана от 3-годишно междуцарствие, по време на което са направени корекции в конституционната система, увеличаващи властта на оземлената аристокрация – т.нар. шляхта (Rzecpospolita szlachecka, XV – XVIII век) и установяват истинска изборна монархия.
Жечпосполита достига своя златен век през първата половина на XVII век. Полско-литовският парламент – Сеймът, е доминиран от шляхтата, които не са склонни към нападателни войни, което спестява на страната опустошенията на Тридесетгодишната война. В повечето случаи страната има успех в отбранителните войни с Русия, Швеция и васалите на Османската империя, като дори успява за известно време да завземе Москва по време на руските междуособици.
Силата на Жечпосполита отслабва след 1648 г., когато най-голямото казашко въстание на Богдан Хмелницки, поддържан от кримските татари, води до загуба на Западна Украйна и преминаването на казачеството в московската сфера на влияние. Това събитие е последвано през 1655 г. от шведското нашествие, подкрепено от войски на Трансилвания и Бранденбург, което е провокирано от политиката на кралете на Жечпосполита от шведската кралска династия Васа.
В края на XVII век отслабената Жечпосполита при крал Ян III Собиески все още е достатъчно силна, за да нанесе ключови поражения на Османската империя. През 1683 г. битката при Виена става повратна точка в 250-годишната борба между християнската Европа и мюсюлманската Османска империя. През следващите 16 г. в Голямата турска война османците са непрекъснато изтласквани на юг и никога повече не заплашват Централна Европа.
През XVIII век Жечпосполита е изправена пред множество вътрешни проблеми и е уязвима за външни влияния. Това дестабилизира политическата система и я довежда до ръба на анархията. Опитите за реформа, като предприетите от Четиригодишния сейм през 1788 – 1792 г. и завършили с Майската конституция от 1791 г., идват твърде късно и страната е поделена на 3 пъти между съседните Кралство Прусия, Руска империя и Хабсбургската монархия. Полско-литовската държава е напълно заличена от картата на Европа през 1795 г.
- Териториални изменения на Жечпосполита
- Полско-литовската държава при най-голямото си разширение, 1619 г.
- Първа подялба, 1772 г.
- Втора подялба, 1793 г.
- Трета подялба, 1795 г.

## Държавно устройство

### Въоръжени сили
Държавното устройство на лична уния, в която кралят на Полша е и велик княз на Литва, а съставните 2 части запазват свои отделни органи на управление и свои войски, дава отражение и върху структурата на въоръжените сили. Обединената войска на Жечпосполита се командва от 4 хетмани. Хетман е дума, която по всяка вероятност е с немски произход от Hauptmann (капитан) и може да се преведе като главнокомандващ. Тези 4 хетмани са:
- велик коронен хетман (Hetman Wielki Koronny)
  - полеви коронен хетман (Hetman Polny Koronny)
- велик литовски хетман (Hetman Wielki Litewski)
  - полеви литовски хетман (Hetman Polny Litewski)

Полевите хетмани са заместници на великите. Формално великият коронен и великият литовски хетмани са равнопоставени, но всъщност първият е по-висшестоящ. Великите хетмани изготвят стратегията за провеждане на бойните действия, а полевите командват войските на мястото на генералното сражение. Практиката е била великият коронен хетман да работи в тясно сътрудничество с полевия коронен хетман, а великият литовски – с полевия литовски хетман. В изключително редки случаи великите хетмани са се събирали, за да командват съвместно военните действия, като това е ставало само в случаи, в които е било застрашено съществуването на държавата. В мирно време тези 4 хетмани са в различни гарнизони и всеки от тях има свой заместник, наричан региментаж (Regimentarz), който да поеме функциите на хетмана при нужда. Това не се отнася в случай на война – ако великият хетман бъде ранен или убит, функциите му се поемат от полевия хетман. Всеки хетман има и свой помощник, наричан стражник:
- велик коронен стражник (Strażnik Wielki Koronny)
  - полеви коронен стражник (Strażnik Polny Koronny)
- велик литовски стражник (Strażnik Wielki Litewski)
  - полеви коронен стражник (Strażnik Polny Litewski)

В полевия лагер стражникът отговаря за охраната на хетмана, а на поход командва челните разузнавателни отряди.
Родове войски и военни формирования:
- wojsko kwarciane: редовни части със заплати, плащани от данъците (тези части по-късно са слети с wojsko komputowe);
- wojsko komputowe: полуредовни части, свиквани по време на война (през 1652 г. са слети с wojsko kwarciane в нова постоянна армия);
- pospolite ruszenie: опълчение на шляхтата;
- piechota łanowa и piechota wybraniecka – части, съставени от мобилизирани селяни;
- регистрирани казаци (реестрови казаци) – войски, съставени от казаци, използвани главно като пехота, по-рядко като кавалерия, до 1699 г.;
- кралска гвардия – малка част с основно предназначение ескортиране на монарха и неговото семейство
- наемници – наемани, както в повечето армии, за подпомагане на редовните части;
- частни армии – в мирно време малки части (по няколкостотин души) са издържани и екипирани от магнатите или градовете, по време на война са силно увеличавани (до няколко хиляди души), но издържани от държавата.

Някои родове войски на Жечпосполита използват уникална тактика. Такива са:
- хусари: тежка кавалерия, въоръжена с копия. Техните атаки са особено ефективни до края на XVII век, когато усъвършенстването на огнестрелните оръжия значително увеличава честотата на стрелба на пехотата;
- казаци: общо наименование на леката кавалерия на Жечпосполита, дори ако не включва и етнически казаци; бързи и маневрени като кавалерийските части на васалите на Османската империя, но им липсва огневата мощ на европейската кавалерия, като на шведските, въоръжени с пистолети, рейтери;
- табор: теглени от коне коли, обикновено превозващи доставките за армията; използването им в отбранителни формации е усъвършенствано от казаците и до известна степен от останалите части на Жечпосполита.

Флотът на Жечпосполита е малък и не играе значителна роля в нейната история.

### Политика
Златни свободи
Политическата доктрина на Жечпосполита е: нашата държава е република под председателството на крал. Канцлерът Ян Замойски обобщава тази доктрина, заявявайки, че Rex regnat et non gubernat (Кралят царува, но не управлява). Жечпосполита има изборен крал, сейм и сенат. Кралят е задължен да зачита правата на гражданите, установени в Точките на крал Хенрик, както и в pacta conventa, договорен при неговия избор.
Властта на монарха е ограничена в полза на многобройната аристокрация. Всеки нов крал трябва да подписва Точките на крал Хенрик, които са в основата на политическата система. С времето те се сливат с pacta conventa – отстъпки, направени от изборния крал. Оттогава кралят по същество е партньор на аристокрацията и е непрекъснато надзираван от група сенатори.
Основите на Жечпосполита – уникалната златна свобода (на полски Zlota Wolność, термин, въведен през 1573 г.), включват:
- свободен избор на краля от желаещите да участват благородници;
- сейм – парламент, който трябва да бъде свикван от краля на всеки 2 г.;
- pacta conventa – „приети споразумения“, договорени с избрания крал (включващи описание на правата), обвързване на краля, произлязло от Точките на крал Хенрик;
- rokosz („въстание“) – право на шляхтата на законен бунт срещу крал, нарушаващ гарантираните свободи;
- liberum veto – право на отделен представител в сейма да се противопостави на решение на мнозинството (обявяването на такова „свободно вето“ анулира всички закони, приети на съответната сесия);
- konfederacja – право на образуване на организация за постигане на обща политическа цел.

Провинциите на Жечпосполита се ползват с широка автономия. Всяко войводство има свой парламент (сеймик), който има значителна политическа власт, включително избор на poseł, депутат в националния сейм, и натоварването му със специални инструкции за гласуване. Великото литовско княжество има собствена армия, хазна и други институции.
Златните свободи създават държава, необичайна за времето си. Причина за това са победите на шляхтата над останалите обществени съсловия и над самата политическа система на монархията. За известно време шляхтата натрупва толкова привилегии (като тези, установени със закона Nihil novi от 1505 г.), че никой монарх няма възможност да я откъсне от властта. Системата на Жечпосполита е трудно да се вмести в категория, а с известни уговорки може да се опише като смесица от:
- федерация, отчитайки широката автономия на регионите;
- олигархия, тъй като само шляхтата – около 10% от населението – има политически права;
- демокрация, тъй като цялата шляхта има равни права, а Сеймът може да наложи вето на важни решения на краля;
- изборна монархия, тъй като държавният глава е монарх, избиран от шляхтата;
- конституционна монархия, тъй като монархът е обвързан от pacta conventa и други закони.

Играчи
Основните играчи в политиката на Жечпосполита са:
- монарсите – борещи се за разширение на своята власт и утвърждаване на абсолютна монархия;
- магнатите – най-богатите в шляхтата, стремящи се като привилегирована олигархия да направляват монарха и шляхтата;
- шляхтата – стремяща се към засилване на Сейма и управление на страната от равноправна аристокрация.

Магнатите и шляхтата далеч не са единни и множество фракции подкрепят или монарха, или някой от магнатите.
Слабости
С изчезването на династията на Ягелоните през 1572 г. крехкото равновесие в Жечпосполита започва да се разпада. Властта все повече се изплъзва от централното правителство към аристокрацията.
При периодичните си възможности да посочи крал шляхтата проявява предпочитание към чуждестранни кандидати, които няма да създадат нова силна династия. Тази политика често създава монарси, които са или напълно неефективни, или в постоянен изтощителен конфликт с аристокрацията. Освен това, освен забележителни изключения като способния трансилванец Стефан Батори (1576 – 1586), кралете с чужд произход са склонни да подчинят интересите на Жечпосполита на интересите на собствената си страна или династия. Това е особено забележимо в действията на първите двама крале от шведската династия Васа, чиято политика вкарва страната в конфликт с Швеция, поставил началото на упадъка на Жечпосполита.
Годините след въстанието на Зебжидовски (1606 – 1607) отбелязват период на значително усилване на магнатите и демокрацията на шляхтата се трансформира в олигархия на магнатите. Политическата система на Жечпосполита е уязвима за външна намеса, като често подкупени от чужди държави депутати използват своето liberum veto, за да блокират опитите за реформи. Такива действия подкопават силата на Жечпосполита и я хвърлят в политическа парализа и анархия за повече от век (от средата на XVII век до края на XVIII век), докато нейните съседи се стабилизират вътрешно и увеличават военната си мощ.
Късни реформи
В крайна сметка Жечпосполита прави сериозно усилие да реформира политическата си система, приемайки през 1791 г. Конституцията от 3 май – първата европейска национална конституция и втората в света след тази на САЩ от 1789 г. Конституцията трансформира Жечпосполита в унитарна държава с наследствена монархия и отменя много от вредните страни на старата система.
Новата конституция:
- запазва религиозната търпимост, но порицавайки отстъпничеството от католицизма;
- разширява политическите права, вече обхващащи не само аристокрацията, но и гражданите;
- увеличава правата на селяните;
- предвижда разделение на властите;
- отменя liberum veto.

Тези реформи идват твърде късно, тъй като веднага след това Жечпосполита е нападната от всички свои съседи. Те се страхуват от разпространение на реформистките идеи в техните страни, както и от възстановяването на Жечпосполита като европейска сила. Майската конституция никога не е приложена напълно, а само 4 г. след приемането ѝ, Жечпосполита престава да съществува.

## Икономика
В основата на икономиката на Жечпосполита е феодалното земеделие. Типичното имение на благородник включва фолварк – голяма ферма, обработвана от крепостни селяни, произвеждащи излишъци за вътрешния и външния пазар. От края на XVII век положението на селяните се влошава, тъй като шляхтата се опитва да компенсира падащите цени на зърното, увеличавайки натоварването на селяните.
Макар че Жечпосполита е най-големият производител на зърно в Европа, основната част от него се потребява вътре в страната. Консумацията на жито в Полша и Прусия през 1560 – 1570 г. се оценява на около 113 000 т. Средното производство на Жечпосполита през XVI век е около 120 000 т, 6% от което се изнася, градовете консумират около 19%, а селата – останалото. Износът вероятно задоволява около 2% от нуждите от зърно на Западна Европа. Зърното на Жечпосполита става много по-важно при слаба реколта като в началото на 1590-те и 1620-те години, когато правителства от Южна Европа договарят значителен внос, за да покрият недостига в своите страни.
Зърното е най-важната износна стока на Жечпосполита. Собственикът на фолварк обикновено сключва договор с търговци от Гданск за доставка на зърното до това пристанище на Балтийско море. За тази цел са използвани многото реки в Жечпосполита: Висла, Пилица, Западен Буг, Сан, Нида, Вепж, Неман. Реките имат сравнително развита инфраструктура с речни пристанища и хамбари. Повечето трафик по реките е от юг на север, като шлеповете и саловете често се продават в Гданск като дървен материал.
От Гданск кораби, главно от Холандия и Фландрия, превозват зърното към пристанища като Антверпен и Амстердам. Местните кораби извършват едва 2 – 10% от тази морска търговия. Освен зърно се изнася дървен материал и други продукти на дърводобива като катран и пепел.
По суша Жечпосполита изнася кожи, коноп, памук (главно от Великополша) и лен към земите на Свещената Римска империя, включително градове като Лайпциг и Нюрнберг. Големи стада (достигащи 50 000 глави) крави са прекарвани на юг през Силезия.
Жечпосполита внася подправки, луксозни стоки, облекло, риба, бира и промишлени стоки, като стомана и инструменти. Малък брой речни кораби превозват на юг вносни стоки от Гданск, като вино, плодове, подправки и херинга. Някъде между XVI и XVII век търговският баланс на Жечпосполита става отрицателен.
С навлизането във времето на Великите географски открития много стари търговски пътища, като кехлибарения път, губят своето значение. Важността на Жечпосполита като часто от керванския път между Азия и Европа намалява, за сметка на което се появяват нови местни търговски пътища между страната и Русия. Но въпреки напредъка на корабоплаването Жечпосполита остава важна връзка между Изтока и Запада, като много стоки и културни ценности преминават през страната. Например персийските килими, внасяни през страната, са известни на Запад като полски килими.
Паричните единици в Жечпосполита са злотата и грошът. Град Гданск има привилегията да сече собствени монети.
Подкрепата на Жечпосполита за земеделието, заедно с хегемонията на шляхтата над буржоазията, довеждат до бавна урбанизация и бавно развитие на промишлеността. Все пак в страната има множество градове, обикновено ползващи се с магдебургски права. Сред най-големите панаири са провежданите в Люблин.

## Култура
Жечпосполита е сред най-важните европейски центрове на развитие на обществената и политическа мисъл. Тя е известна с уникалната си квазидемократична политическа система, оценена от философи като Еразъм Ротердамски, както и с нетипичната за Контрареформацията относителна религиозна толерантност. Довежда до появата на християнската секта на полските баптисти, предшественици на британските и американските унитарианци.
С уникалната си политическа система Жечпосполита дава място на политически философи като Анджей Фрич Моджевски (1503 – 1572), Вавжинец Гжимала Гошлицки (1530 – 1607) и Пьотър Скарга (1536 – 1612). По-късно работите на Станислав Сташич (1755 – 1826) и Хуго Колонтай (1750 – 1812) проправят пътя на Конституцията на Жечпосполита от 3 май 1791 г. – първата европейска национална конституция, която въплъщава революционните принципи на политическата наука.
Ягелонският университет в Краков е сред най-важните в Централна Европа. Видни учени са:
- Мартин Кромер (1512 – 1589), историк и картограф;
- Михал Седзивой (1566 – 1636), алхимик и химик;
- Кажимеж Семенович (1600 – 1651), артилерийски инженер, сред основоположниците на ракетната наука;
- Ян Хевелий (1611 – 1687), астроном, основоположник на лунната топография.

Сред класиците на литературата на Жечпосполита са:
- Ян Кочановски (1530 – 1584), писател, драматург и поет;
- Вацлав Потоцки (1621 – 1696), писател и поет;
- Игнаци Красицки (1735 – 1801), писател и поет, автор на първия полски роман;
- Юлиан Урсин Немцевич (1758 – 1841), писател, драматург и поет.

Много представители на шляхтата пишат мемоари и дневници. Сред най-известните са „Спомени от полската история“ на Албрихт Станислав Радзивил (1595 – 1656) и „Спомени“ на Ян Хризостом Пашек (1636 – 1701).
Магнатите често предприемат строителство на монументални обекти – църкви (включително катедрали) и дворци, като днешния Президентски дворец във Варшава, построен от хетман Станислав Конецполски. Най-големите проекти включват цели градове, макар че с времето много от тях западат или са напълно изоставени. Обикновено те са наричани на името на съответния магнат. Сред най-известните е град Замошч, основан от Ян Замойски и проектиран от италианския архитект Бернардо Морандо.

### Сарматизъм
В преобладаващ светоглед на шляхтата се превръща сарматизмът, наречен на обявените за предшественици на шляхтата сармати. Това поверие е важна част от културата на шляхтата, прониква във всички възгледи на нейния живот. Сарматизмът въздига в култ обичаите, селския живот, мира и миролюбието, прави разпространено облеклото в ориенталски стил. Той помага за сплотяването на многоетническото благородничество, създавайки силно чувство на единство и гордост от Златните свободи на шляхтата.
В ранната си идеалистична форма сарматизмът представлява положително културно явление. Той поддържа религиозната вяра, честността, националната гордост, смелостта, равенството и свободата. С времето той закостенява и превръща вярата в сляпа набожност, честността в политическа наивност, гордостта в наглост, смелостта в инат, свободата в неразбория, безредие.

### Религия
Населението на Полско-литовската държава никога не е преобладаващо католическо, нито полско. Това се дължи както на федерацията с Литва, така и на включването в държавата на други народи. Да бъдеш поляк в неполските части на държавата е по-скоро признак на обществен ранг, отколкото на етническа принадлежност. Това определение се използва за земевладелците, както от полски, така и от неполски произход. Етнически неполската аристокрация на днешна Украйна и Полша възприемат полския език и култура. В резултат на това в източните територии на държавата (части от днешните Беларус, Украйна, Русия) полската и полонизираната аристокрация доминират над селячеството – в преобладаващото си мнозинство нито полско, нито католическо.
В допълнение към това десетилетията мир довеждат до мащабни колонизационни опити в Украйна, които усилват напрежението между селяни, евреи и благородници. Те са утежнени от конфликтите между православието и Украинската гръцка католическа църква след Брестката уния, както и от няколко въстания на казаците. На запад и север много градове имат значителни немски малцинства, често протестантски.
До Реформацията полската шляхта е предимно католическа или православна. След това много родове приемат протестантството. След началото на Контрареформацията, когато католическата църква си връща контрола в Полша, шляхтата става почти изцяло католическа, макар че католицизмът не е преобладаваща религия. По около 40% от населението са католици и православни, а останалите 20% са евреи и привърженици на различни протестантски църкви.

## География
През XVI век полският картограф Мартин Кромер публикува атлас, озаглавен Polonia sive de situ, populis, moribus, magistratibus et Republica regni Polonici libri duo, смятан по своето време за най-пълното описание на страната.
В работите на Кромер и други карти от онова време, като тази на Меркатор, Жечпосполита е показана като предимно равнинна. Югоизточната част е известна със своите степи.
Карпатите представляват част от южната граница, като най-високи са Татрите. На север страната граничи с Балтийско море. Както повечето европейски страни по това време, Жечпосполита има значителна горска покривка, особено на изток. Остатъци от Беловежката гора днес са последната незасегната предисторическа гора в Европа.

## Подразделения
Земите, някога принадлежали на Жечпосполита, днес са разпределени между няколко държави в Централна и Източна Европа: Полша, Литва, Латвия, Украйна, Беларус и Русия, с по-малки части в Естония, Словакия, Румъния и Молдова.
Макар че с термина Полша понякога се означава цялата държава, Полша е всъщност само част от Жечпосполита, състояща се от 2 основни части:
- Земи на Короната на Полското кралство (Полша в тесния смисъл), разговорно наричани Короната или Полша;
- Земи на Великото литовско княжество, разговорно наричани Литва.

Короната (тогавашна Полша) има приблизително 2 пъти повече население от тогавашна Литва, а приходите на хазната ѝ са 5 пъти по-големи.
Административно Жечпосполита е разделена на войводства, всяко управлявано от войвода. Войводствата се подразделят на староства, всяко управлявано от староста. Градовете се управляват от кастелани. Има чести изключения от тези правила.
Исторически региони на Жечпосполита, различни от войводствата, са:
- Малополша (на полски Małopolska), Южна Полша с център Краков;
- Великополша (на полски Wielkopolska), Западно-централна Полша с басейна на река Варта;
- Мазовия (на полски Mazowsze), Централна Полша с център Варшава;
- Ливония (на полски Inflanty), северен васал на Жечпосполита от 1561 г., завладяна от Швеция през 1620-те и през 1660 г.;
- Курландия (на полски Kurlandia), северен васал на Жечпосполита;
- Прусия (на полски Prusy), части от която принадлежат на Жечпосполита:
  - Кралска Прусия (на полски Prusy Krolewskie), присъединена към Короната при образуването на Жечпосполита през 1569 г.;
  - Княжество Прусия, васал на Жечпосполита до 1660 г.;
- Креси, югоизточната част на Короната;
- Рутения, източната част на Жечпосполита, по границата с Русия;
- Саможития (на полски Semigalia), Западна Литва;
- Силезия (на полски Śląsk), частично (малки части принадлежат на отделни нейни крале);
- Померания (на полски Pomorze) за земите по южния бряг на Балтийско море, частично извън Жечпосполита;
- Галиция (на полски Galicja) за земите с център Лвов (Западна Украйна), не се използва широко до XVIII век.

Предвиждано е създаване на Рутенско княжество, особено по време на казашкото въстание в Украйна през 1648 г. Идеята е то да се превърне в пълноправен член на Жечпосполита, която да стане тройна Полско-литовско-рутенска държава, но планът никога не влиза в действие.
Границите на Жечпосполита се променят вследствие от войни и договори, понякога по няколко пъти на десетилетие, особено в източните и южните райони. След мирния договор от 1582 г. държавата има площ приблизително 815 000 km² и население около 6 500 000 души и съответно 990 000 km² и около 10 500 000 души през 1618 г.

### Войводства наВеликополша
- Познанско войводство (województwo poznańskie, Познан)
- Калишко войводство (województwo kaliskie, Калиш)
- Гнезненско войводство (województwo gnieźnieńskie, Гнезно) от 1768 г.
- Серадзко войводство (województwo sieradzkie, Серадз)
- Ленчишко войводство (województwo łęczyckie, Ленчица)
- Бжешко-куявско войводство (województwo brzesko-kujawskie, Бжешч Куявски)
- Иновроцлавско войводство (województwo inowrocławskie, Иновроцлав)
- Хелминско войводство (województwo chełmińskie, Хелмно)
- Малборкско войводство (województwo malborskie, Малборк)
- Померанско войводство (województwo pomorskie, Гданск)
- Варминско княжество (Księstwo Warmińskie, Лидзбарк Вармински)
- Княжество Прусия (Księstwo Pruskie, Лидзбарк Вармински)
- Плоцко войводство (województwo płockie, Плоцк)
- Равско войводство (województwo rawskie, Рава Мазовецка)
- Мазовско войводство (województwo mazowieckie, Варшава)

### Войводства наМалополша
- Краковско войводство (województwo krakowskie, Краков)
- Сандомежко войводство (województwo sandomierskie, Сандомеж)
- Люблинско войводство (województwo lubelskie, Люблин)
- Подласко войводство (województwo podlaskie, Дрохишчин)
- Рутенско войводство (województwo ruskie, Лвов)
- Белцко войводство (województwo bełzkie, Белц)
- Волинско войводство (województwo wołyńskie, Луцк)
- Подолско войводство (województwo podolskie, Каменец Подолски)
- Брацлавско войводство (województwo bracławskie, Брацлав)
- Кийовско войводство (województwo kijowskie, Кийов)
- Черниховско войводство (województwo czernichowskie, Чернихов)

### Войводства наЛитва
- Вилненско войводство (województwo wileńskie, Вилно)
- Трокийско войводство (województwo trockie, Троки)
- Новогродско войводство (województwo nowogrodzkie, Новогродек)
- Бжеско-литевско войводство (województwo brzesko-litewskie, Бжешч Литевски)
- Минско войводство (województwo mińskie, Минск)
- Мсциславско войводство (województwo mścisławskie, Мсцислав)
- Смоленско войводство (województwo smoleńskie, Смоленск)
- Витебско войводство (województwo witebskie, Витебск)
- Полоцко войводство (województwo połockie, Полоцк)
- Саможитско княжество (księstwo żmudzkie, Медники)

### Войводства наЛивония
- Венденско вой (województwo wendeńskie, Венден) от 1598 до 1920-те г.
- Дорпатско вой (województwo dorpackie, Дорпат) от 1598 до 1920-те г.
- Парнавско вой (województwo parnawskie, Парнава) от 1598 до 1920-те г.
- Ливонско вой (województwo inflanckie, Динебург) от 1620-те г.
- Княжество Курландия и Семигалия (księstwo Kurlandii i Semigalii, Митава)